# لوران کاپه‌لوتو
لوران کاپه‌لوتو (فرانسوی: Laurent Capelluto‎؛ زادهٔ ۱۶ مارس ۱۹۷۱) بازیگر اهل بلژیک است.
از فیلم‌ها یا برنامه‌های تلویزیونی که وی در آن نقش داشته است، می‌توان به عشق، حقیقت، او. اس. اس ۱۱۷ و بازگشتگان اشاره کرد.